# Kim Kyung-wook
Dans ce nom coréen, le nom de famille, Kim, précède le nom personnel.
Kim Kyung-wook (née le 18 avril 1970) est une archère sud-coréenne.

## Biographie
Kim Kyung-wook dispute les Jeux olympiques d'été de 1996 se tenant à Atlanta. Elle y remporte deux médailles d'or dans les épreuves individuelles et par équipe.